# Sistem Provida
Sistem Provida je video sistem za zagotavljanje varnosti v cestnem prometu. Proizvaja ga podjetje Petards Group. Naprave se poslužujejo policisti za ugotavljanje in dokazovanje kršitev cestno-prometnih predpisov, kot so prekoračena hitrost, prekratka varnostna razdalja, nepravilno vključevanje in prehitevanje v prometu, uporaba telefonov med vožnjo in neuporaba varnostnih pasov ter številni drugi prekrški. Vsak dogodek se dokumentira v obliki video posnetka.
Policist v avtomobilu z vgrajenim sistemom sledi drugemu avtomobilu na določeni razdalji in mu pri tem izmeri hitrost. Dolžina poti sledenja in merjenja hitrosti mora biti vsaj 500 m, da so rezultati točni. Najboljša razdalja za merjenje hitrosti je do 300m, saj naprava v tej razdalji prikaže najboljše posnetke. Naprava izračuna povprečje hitrosti in prevoženo pot. Pri meritvi se upošteva toleranca, ±7 km/h nad 100 km/h. Meritve se ne upoštevajo, če se med sledenjem vrine drugo vozilo, v tem primeru je potrebna prekinitev in ponovno merjenje. Sistem služi tudi kot učni pripomoček udeležencem v prometu in policistom pri posredovanju navodil in opozoril ostalim udeležencem v prometu.

## Povezave
- Petards home page
- ProVida 2000 web page Arhivirano 2017-12-14 na Wayback Machine.